# Erstversorgung
Als Erstversorgung (englisch: initial health care, oder initial care) bezeichnet man im Gesundheitswesen die ersten Maßnahmen zur Aufrechterhaltung und Verbesserung des Gesundheitszustandes bei einem neu aufgetretenen oder bekannt gewordenen, häufig akuten Gesundheitsproblem. Auch die Ersterfassung des Gesundheitszustandes und Einleitung weiterer Maßnahmen gehören zur Erstversorgung.
In Abhängigkeit von Behandlungsbedarf und Dringlichkeit wird eine gesundheitliche Erstversorgung durch jedermann (in Form der Ersten Hilfe) und / oder durch fachlich qualifiziertes Personal – etwa aus Medizin, Rettungsdienst, Pflege und anderen Gesundheitsberufen – durchgeführt.

## Beispiele
Typische Formen der Erstversorgung sind zum Beispiel Erste Hilfe bei Unfällen, Erstversorgung von Neugeborenen, Notärztliche Erstversorgung bei Herzinfarkt, psychologische Erstbetreuung bei traumatischen Erlebnissen, medizinische Erstversorgung von Geflüchteten/Asylbewerbern in Erstaufnahmeeinrichtungen.

## Ambulante medizinische Erstversorgung
Die deutsche Bundesregierung hat im Juni 2024 einen Gesetzentwurf zur Verbesserung der medizinischen Notfallversorgung vorgelegt. In diesem Rahmen soll „Ambulante Erstversorgung“ flächendeckend rund um die Uhr zur Verfügung gestellt werden.